# کومبور
شهر کومبور (به روسی: Кумбор) در کشور مونته‌نگرو واقع شده‌است. جمعیت این شهر ۱٬۰۶۷ نفر  است.